# Sphaeranthus chandleri
Sphaeranthus chandleri là một loài thực vật có hoa trong họ Cúc. Loài này được Ross-Craig miêu tả khoa học đầu tiên.